# Каблук

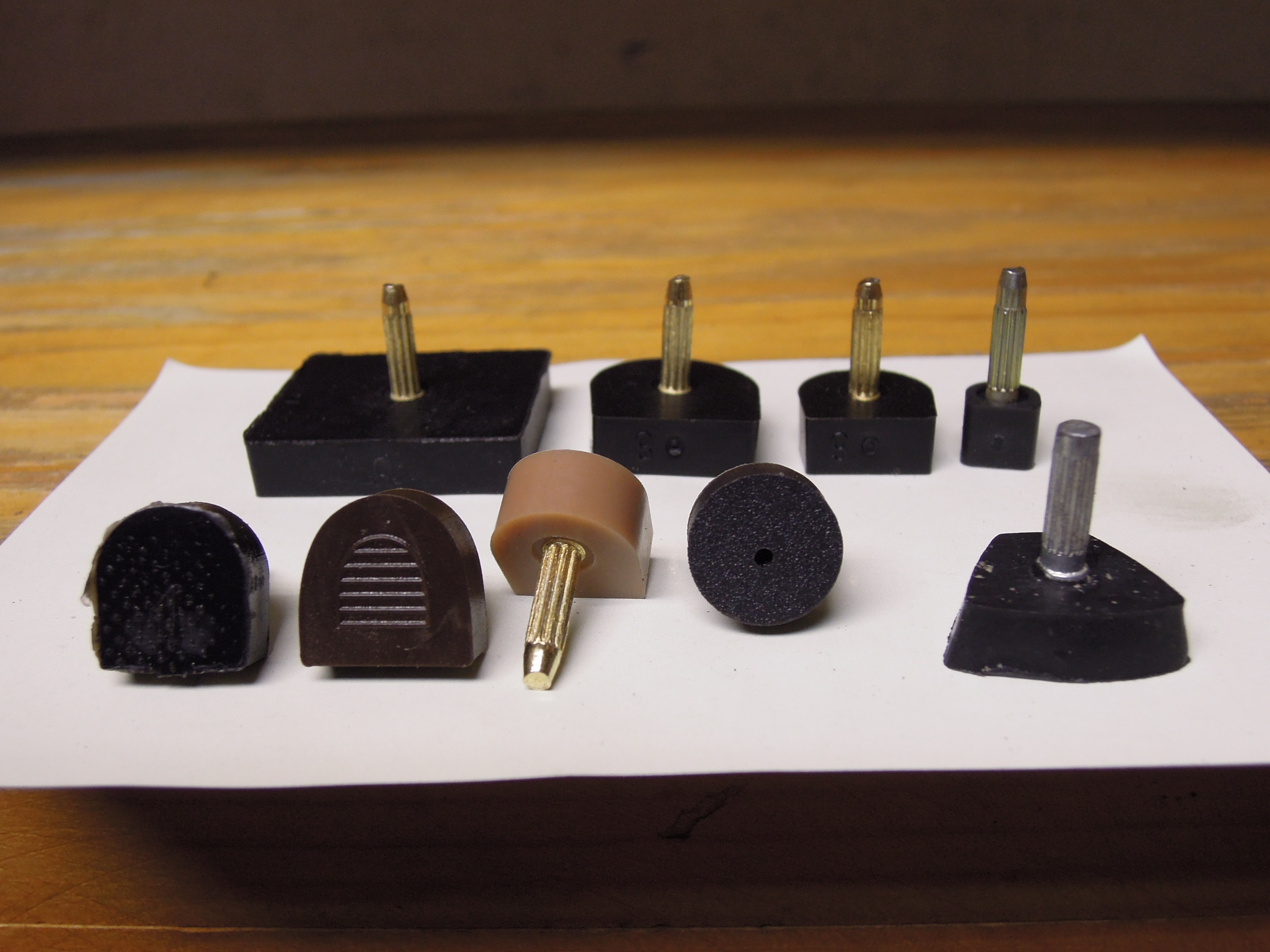
Виды каблуков

Каблу́к — деталь обуви в виде вертикальной подставки, приподнимающей пятку выше уровня носка. Каблук на обуви появился в позднем Средневековье. В русском языке слово «каблук» впервые отмечено в письменных источниках в 1509 году; вероятно, заимствовано из тюркского kabluk, которое происходит от араб. kab‎ — «пята, пятка».
В Европу мода на высокий каблук пришла из Сефевидского государства во времена правления Людовика XIV.
Основное предназначение: фиксация стопы в стремени, амортизация при ходьбе, увеличение скорости хода за счёт увеличения ноги, повышение роста владельца обуви.
Виды каблуков женской обуви:
- венский,
- кирпичик,
- клиновидный,
- ковбойский,
- рюмочка,
- столбик,
- клеш,
- танкетка,
- шпилька.